# Jacques de Bourbon (1445-1468)
Pour les articles homonymes, voir Jacques de Bourbon et Bourbon.
Jacques de Bourbon, né en 1445 et mort le 22 mai 1468 à Bruges, fut un chevalier de la Toison d'or, fils de Charles Ier de Bourbon, duc de Bourbon et d'Auvergne, et d'Agnès de Bourgogne (1407-1476).